# Rotunda (Edineț)
Rotunda è un comune della Moldavia situato nel distretto di Edineț di 1.530 abitanti al censimento del 2004

## Località
Il comune è formato dall'insieme delle seguenti località (Popolazione 2004):
- Rotunda (1.479 abitanti)
- Hlinaia Mică (51 abitanti)